# Casa da Fazenda Santa Bárbara
A Casa da Fazenda Santa Bárbara é uma construção tombada pelo IPAC, localizada no município de Caetité, no estado da Bahia.

## Histórico

### Contexto
Essa residência fez parte do ciclo do gado na Bahia, momento em que foram criados muitas propriedades rurais no interior do estado. Esses lugares também se transformavam em vilas e cidades, com o objetivo de garantir o povoamento e colonização das terras.

### Fundação
A construção é datada do século XIX e teria pertencido a José Antônio Gomes Neto, o Barão de Caetité. A casa também chegou a pertencer ao primeiro governador eleito por sufrágio direto na Bahia, o Sr.Joaquim Manoel Rodrigues Lima. Em 1943, a fazenda pertencia a Felinto de Souza, que passou aos seus filhos Paulino, Paulo, Maria do Carmo e Lucidalva de Souza, que passaram a escritura para Valdívio Lopes de Oliveira em 1978. Valdívio vende o imóvel a Leôncio Fagundes de Oliveira, segundo a escritura do Cartório de Paz da Vila de Caldeiras, da Comarca de Caetité.
No início dos anos 2000, a casa foi utilizada na gravação do filme brasileiro Abril Despedaçado do cineasta Walter Salles. Atualmente, o local é administrado por João Silveira, que pretende transformá-la em um museu e hospedaria. O museu trataria da história da fazenda, Estrada Real e do Barão de Caetité, via pesquisas de acadêmicos da UNEB. O projeto arquitetônico do casarão foi elaborado pela empresa Bruno Sgrillo e Marcelo Barretto. Já projetos elétricos, hidráulicos, combate a incêndio, segurança e estrutural foram de responsabilidade da Construtora Vieira Garrida e Plana Engenharia.

## Arquitetura
A construção apresenta estilo barroco do século XIX com uma área construída de 601 m². Sua característica mais marcante é a presença de um mirante central. O lado esquerdo da casa foi construída sobre um terrapleno, onde estão os currais da fazenda. A casa apresenta planta quadrada com varandas na fachada principal e na lateral direita, onde estende-se um longo alojamento de empregados da fazenda e onde existe uma pequena capela. Possui telhado em quatro águas e piso em lajota de barro, com exceção da sala anterior direita e quarto contíguo, que são de assoalho.

## Tombamento
A edificação é tombada desde novembro de 1981, como Patrimônio Cultural baiano (decreto nº 28.398) feito pelo Instituto do Patrimônio Artístico e Cultural (IPAC). O projeto de restauração desse imóvel foi entregue ao IPAC no dia 16 de novembro de 2011 e inclui intervenções, reformas e conservação da estrutura física da casa.
A Casa da Fazenda Santa Bárbara é um raro exemplo de casa tipo períptero incompleto com mirante, muito incomum no sertão baiano. A fazenda ainda conserva a tradição da montaria, servindo como ponto de encontro de cavaleiros e amazonas, o que motivou inclusive a criação de um grupo de montaria que realizam cavalgadas e participam dos festejos pela Independência da Bahia na cidade de Caetité.